# Paranicla
Paranicla là một chi bướm đêm thuộc họ Noctuidae.